# Дерій Богдана Василівна
Богдана Василівна Дерій (до шлюбу Марущак; нар. 6 січня 1956, с. Великий Говилів Теребовлянського району Тернопільської області) — українська письменниця у галузі драматургії і прози. Літературною творчістю займається зі шкільних років. Друкувалась також під літературним псевдонімом Настя Маковецька.

## Біографія
Закінчила Великоговилівську восьмирічну школу (1971), Чортківське медичне училище (1974).  27 років працювала в медичних закладах, в основному, на посаді медсестри-анестезистки. Дружина українського науковця і поета Василя Дерія, мати української письменниці та науковиці Марії Гуменної-Дерій.
Член обласного літературного об'єднання при Тернопільській обласній організації Національної спілки письменників України (1998).
Неодноразово друкувалась у альманасі літературного об'єднання «Подільська толока», журналі «Дзвіночок», літературній мозаїці «Верховина» (США), літературно-мистецькому додатку до часопису «Дзвони Лемківщини» газетах «Вільне життя», «Свобода», «Тернопіль вечірній», «Подільське слово» тощо. Її твори звучали по Тернопільському обласному радіо та «Радіо Тернопіль».
П'єса «О вітре, рани остуди» поставлена на сцені Бучацьким зразковим театром юного глядача, а п'єса «Присягаюсь розказати правду» — самодіяльним театром села Іванівки Теребовлянського району. Сценічні мініатюри, які вийшли загальним накладом понад 10 тисяч примірників, із задоволенням грають діти багатьох шкіл України та в українській діаспорі.
Лауреатка Тернопільської обласної літературно-мистецької премії ім. Іванни Блажкевич (2002), Всеукраїнського конкурсу «Земле моя, Україно» (2000) і обласного літературно-мистецького «Голос серця» (2001) — в галузі драматургії.

## Книги
- «Мудрість хитрості — не сестра» (4 п'єси (до книги увійшли п'єси: «О вітре, рани остуди» (життєпис української письменниці, члена НСПУ та громадської діячки Іванни Блажкевич), «Дитина пізньої осені» (про дитячі роки українського поета, прозаїка, літературознавця, громадсько-політичного діяча, професора Ягелонського університету Богдана Лепкого), «Учителі» (про династію сільських педагогів, які примножують славні українські звичаї і традиції), «Присягаюсь розказати правду» (за спогадами українського поета і перекладача, професора Альбертського університету (США) Яра Славутича (Григорія Жученка)) та 17 сценок для дошкільнят і школярів, присвячених різним проблемам сьогодення і урочистостям. Слово до читача поетеси, прозаїка, редакторки, члена НСПУ Ірини Дем'янової. Збірка вийшла за фінансової підтримки українського лікаря, громадського і культурного діяча, мецената, племінника Богдана Лепкого, доктор медицини Романа Смика. — Тернопіль: Джура, 2000. — 168 с.);
- «Не гави, а шкільні забави» (сценічні мініатюри для молодших школярів. — Тернопіль: Підручники і посібники, 2009. — 64 с.);
- «Книжки в сумці, а розваги на думці» (сценічні мініатюри для старшокласників. Вступне слово українського науковця, письменника, громадського діяча, члена НСПУ Олега Германа. — Тернопіль: Підручники і посібники, 2003. — 64 с.);
- «Корона для принцеси» (кіноповість про життя і витівки маленької дівчинки Настуні. Автор запрошує читачів на карнавал життя, де переплелись радість і печаль, проблеми загальнолюдські та непросте сприйняття дитиною світу дорослих. Ця повість прихилить серця до маленької Настуні і, водночас, дасть змогу краще зрозуміти власних дітей. Автор задумала свій твір, як сценарій фільму для сімейного перегляду. Редактор цієї кіноповісті — член НСПУ Ірина Дем'янова.  — Тернопіль: Джура, 2001. — 44 с.);
- «Сила орлинокрила» (п'єса про професора кафедри порівняльної літератури Техаського університету (США), відомого українського літературознавця, педагога і політичного діяча члена НСПУ Володимира Жилу. — Тернопіль: Джура, 2003. — 72 с.);
- «Розбудіте думки й мислі» (п'єса на основі життєпису селянського поета і громадського діяча Павла Думки. П'єса цікава за фабулою, пізнавальна за змістом, динамічна за драматургією. Вступне слово поета, прозаїка і драматурга, члена НСПУ Богдана Мельничука. — Тернопіль: Воля, 2005. — 56 с.).

## Публікації в періодиці
- Дерій Б. Незвичайна жінка (про Іванну Блажкевич та садибу Блажкевичів у Денисові) / Б. Дерій // Вільне життя. — 2002. — 19 листопада. — С. 3.
- Дерій Б. Оті чарівні незабудки (новела) / Б. Дерій // Подільське слово. — 2002. — 16 серпня. — С. 3.
- Дерій Б. Пробач мені (новела) / Б. Дерій // Подільське слово. — 2002. — 16 серпня. — С. 3.
- Дерій Б. Біль (новела) / Б. Дерій // Подільське слово. — 2002. — 25 жовтня. — С. 3.